# 13131 Palmyra
För andra betydelser, se Palmyra (olika betydelser).
13131 Palmyra eller 1994 PL32 är en asteroid i huvudbältet som upptäcktes den 12 augusti 1994 av den belgiske astronomen Eric W. Elst vid La Silla-observatoriet. Den är uppkallad efter staden Palmyra.
Den tillhör asteroidgruppen Astraea.